# Emslie Horniman

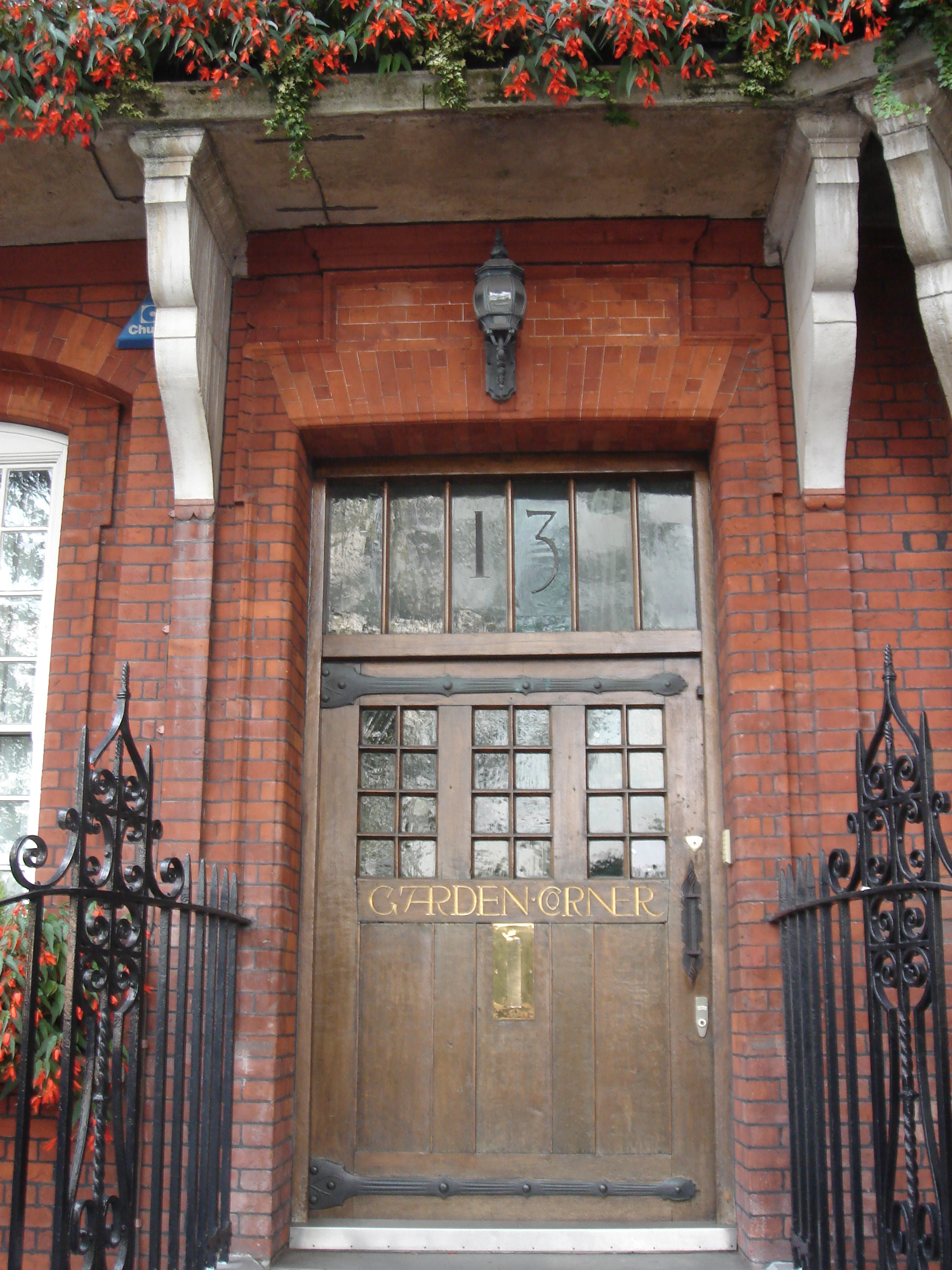
Garden Corner, Residencia Horniman

Emslie John Horniman (Londres, 1863 –1932) fue un antropólogo, filántropo y político británico del Partido Liberal elegido en 1898, 1901 y 1914 representante de Chelsea para el  London County Council. Fue además parlamentario tras las elecciones generales del Reino Unido de 1906. Donó £300.000 y varias obras de arte al estado, £10.000 al Museo Hornimans y en 1911 un parquet al norte de  Kensington: Emslie Horniman's Pleasance
Se casó con Laura Isabel Plomer y tuvieron tres hijos. Falleció en julio de 1932 en su residencia de Chelsea Embankment.
Su abuelo fundó la compañía Hornimans y su padre Frederick Horniman, también político liberal, el Horniman Museum. Se educó de forma privada y en la Slade School of Fine Art y durante su juventud, visitó Egipto, Marruecos, África Central, India, Birmania, las Indias Orientales Neerlandesas, la Indochina Francesa, China, Japón y Estados Unidos.